# Store Torv
56°10′N 10°13′Ø / 56.16°N 10.21°Ø
Store Torv i Aarhus ligger mellem Lille Torv og Domkirken. 
Store Torv opstod omkring 1200 i forbindelse med, at Domkirken blev opført. Torvet hed de første århundreder Torvegaden og var en gennemgang mellem Immervad og Domkirken over Lille Torv. Lille Torv, kaldet Torvet og senere Gammeltorv, fungerede som byens centrum. 
Store Torvs udformning har udviklet sig med byen, og det så oprindeligt meget anderledes ud. Borgporten delte Store Torv fra Lille Torv. Borgporten havde et middelalderligt tårn og var tilholdssted for byens vægtere. I 1685 blev Borgporten nedrevet, og der blev åbnet op mellem Lille Torv og Store Torv. Grunden til, at man fjernede Borgporten var, at den hindrede kørslen gennem byen. 
Af markante bygninger kan, udover Domkirken, nævnes Løveapoteket og Hotel Royal. Tidligere lå rådhuset også på Store Torv. I 2003 blev vandkunstinstallationen Torvenes Brøndsløjfe (Elisabeth Toubro), i folkemunde Vanddragen, sat op på Store Torv.

## Rådhuset på Store Torv
Modsat Borgporten lå rådhuset frem til 1859. Rådhuset lå dermed lige op ad hovedindgangen til Domkirken, kun adskilt af en smal passage. Rådhuset var et grundmuret hus med tegltag og tjærede gavle. I rådhuset var der både byting, retslokaler og fangehuller i kælderen. Bytinget holdt dog til under åben himmel på Store Torv frem til 1700 med undtagelser af, når vejret var for slemt. Hvornår, rådhuset helt præcist er bygget, ved man ikke, men der har ligget flere forskellige. Det tidligst nævnte rådhus er fra 1462. Det lå lidt mere centreret på torvet. Omkring 1700 blev der på det daværende råhus udført en gennemgribende renovering, og huset fremstod som en ny bygning. I forbindelse med renoveringen kom den første gadebelysning til byen med to tranlygter på rådhuset. På rådhuset holdt man ikke kun byting og retssager, men også fester. I den store sal på rådhuset blev ofte holdt bryllupper og borgerballer. 
På Store Torv blev de straffe, der var idømt byens borgere, udført. Dette kunne være piskning, en tur i gabestokken eller hængning. Placeringen gjorde, at der ikke var langt for de dømte at gå fra fangehullerne i rådhusets kælder til torvet udenfor. Omkring 1600 blev tildelingen af straffene dog flyttet uden for byen til Galgebakken.

## Markeder
Store Torvs placering i byen har gjort, at det ofte har været centrum for begivenheder. Her blev afholdt markeder, som gjorde ejendommene rundt om torvet meget attraktive for købmænd og handlende. Torvehandelen kan spores tilbage til middelalderen, hvor Kongen fastsatte regler for, hvornår og hvordan markeder skulle finde sted. Køb og salg måtte først ske, når kirkeklokkerne begyndte at ringe. Den første del af torvetiden var for lokale forbrugere og den senere var for mellemhandlere og udefrakommende. Boderne stod opstillet efter brancher: slagterne sammen, skomagerne sammen og bagerne sammen. Dette var et forsøg på at fremme konkurrencen blandt de handlende. Torvedag var lørdag og fra 1872 både lørdag og onsdag. Torvedagen lå fra klokken 7-16 om sommeren og fra 8-15 om vinteren. 
I det 20. århundrede skete torvehandelen fra boder og trækvogne. På torvet blev der handlet med grønt, heste og kvæg. Omkring 1880 fik land- og byslagternes kødtorv også hjemme på Store Torv. Salget af levende dyr skete fra Vesterport, det senere Vesterbro Torv, og ved Spanien. 
For at kunne få en stadeplads på markedet skulle man betale et beløb til leje af standen. Beløbet blev opkrævet af en politibetjent og gik til borgmesteren. Denne skik holdt frem til 1930’erne, hvor pengene i stedet gik til byens kasse. 
Ud over de fast markeder om lørdagen, og senere også onsdagen, holdt man også krammarkeder. Disse markeder var en årligt tilbagevendende begivenhed. Det kunne fx være Sct. Peders marked, Skt. Olufsmarkedet eller Hvidrasses markedet. Hvidrasses markedet var, efter sigende, opkaldt efter Hvide Rasmus, som blev halshugget på en markedsdag på Store Torv. Sct. Olufs marked var det marked, der holdt ved længst op i tiden. Markedet varede i starten af det 18. århundrede 14 dage, men blev senere indskrænket til 8 og herefter 3 dage. Markedet blev helt afskaffet i 1890’erne.

## Hygiejne
Forholdene på torvet var ikke så gode. Hverken brolægningen eller renligheden havde høj standard. Grunden til, at det kneb med renligheden var, at der hver dag blev drevet køer gennem byen til og fra bymarken, som lå i den nordlige ende af byen. I 1834 begyndte borgerne at brokke sig over, at der løb løse svin mellem de forskellige gårde. Afløbene var også et problem. I 1865 blev der klaget over, ”At rendestenen på Torvet i hede Sommerdage derved bliver i forhøjet grad ildelugtende…” Det blev derfor foreslået, at vandet fra Store Torv skulle ledes over Lille Torv til åen ved Immervad.

## Festligheder og andre begivenheder
Store Torv blev ikke kun brugt til markeder og straffe, man holdt også militærparader på torvet i anledning af kongens fødselsdag eller andre nationale festdage. Paraderne var ikke kun for det ”rigtige” militær, men også for borgervæbningen. Borgervæbningen bestod af byens borgere som gik parader i deres uniformer.
Brandvæsenet Aarhus Brandvæsen holdt også sprøjteøvelser på torvet. Sprøjteøvelserne gik ud på, at byens brandvæsen testede deres brandsprøjter for at sikre sig, at de virkede i tilfælde af brand. 
Fra 1853 blev det skik, at man fejrede nytåret med fakkeltog og musik på Store Torv, hvor man samledes for at høre domkirken slå det nye år ind. Efter at klokkerne havde ringet, udråbte man et hurra for kongen og held og lykke i det nye år. Fra omkring 1900 begyndte man at fejre nytåret med fyrværkeri. Nytårets komme kunne derfor være ret voldsomt på Store Torv.

## Trafik
Tidligere gik der sporvogne gennem Store Torv. Først hestesporvogne og senere elektriske. Da bilerne kom til byen, kom de også til Store Torv, hvor der både har været vej igennem og parkering. Byens taxier og busser gjorde også holdt på Store Torv, hvor de tog passagerer med. I 1990 kom de parkerede biler og trafikken dog væk fra Store Torv, da det blev besluttet at gøre torvet bilfrit. 
I forbindelse med at pladsen skulle gøre bilfri, var der en stor debat om, hvad der skulle være på pladsen. Der blev snakket om, at der skulle være en skulptur af Thomas Andersson. Dette projekt blev dog aldrig til noget. 

## Galleri
- Hotel Royal set fra Store Torv
- Facade-forløb ved Løveapoteket
- Store Torv 6 (1915), af Carl Vilhelm Puck (V.Puck junior)
- Detalje fra Store Torv 16 (bygget 1905)
- Stensætning foran Domkirken
- Aftenscene
- Festuge på Store Torv
- Thorups Kælder
- Sporvogn og trafik (1969)